# Glypta bulbosa
Glypta bulbosa är en stekelart som beskrevs av Dasch 1988. Glypta bulbosa ingår i släktet Glypta och familjen brokparasitsteklar. Inga underarter finns listade i Catalogue of Life.